# Stegonotus florensis
Stegonotus florensis är en ormart som beskrevs av De Rooij 1917. Stegonotus florensis ingår i släktet Stegonotus och familjen snokar. Inga underarter finns listade i Catalogue of Life.
Denna orm förekommer på den indonesiska ön Flores i Sydostasien. Kanske lever den även på mindre öar i närheten. Arten vistas antagligen i tropiska skogar men bekräftelse saknas. Honor lägger ägg.
Troligtvis påverkas beståndet negativt av landskapsförändringar. Populationens storlek är okänd. IUCN kategoriserar arten globalt som otillräckligt studerad.